# Estación Empalme Villa Constitución
Empalme Villa Constitución es una estación ferroviaria ubicada en la localidad homónima, Provincia de Santa Fe, Argentina.

## Servicios
La estación corresponde al Ferrocarril General Bartolomé Mitre de la red ferroviaria argentina. Hoy está concesionada a la empresa Nuevo Central Argentino.
Por sus vías transitan los servicios Retiro-Rosario/Córdoba/Tucumán de la empresa estatal Trenes Argentinos Operaciones. Los últimos dos pasan sin parar en la estación.  Los trenes a Rosario Norte comenzaron a detenerse nuevamente en la estación.

## Cruce de ramales
En dicha estación se cruzan el ramal Buenos Aires a Rosario (vía doble a cargo de NCA) con el ramal Villa Constitución a Santa Teresa (vía sencilla, hoy a cargo de Trenes Argentinos Cargas). Contiene un patio de maniobras que une ambos ramales a cargo de NCA. Luego de la privatización en la década de los 90 la empresa América Latina Logística (ALL) amplió el patio de maniobras con 2 vías secundarias para estacionamiento de formaciones.

## Imágenes

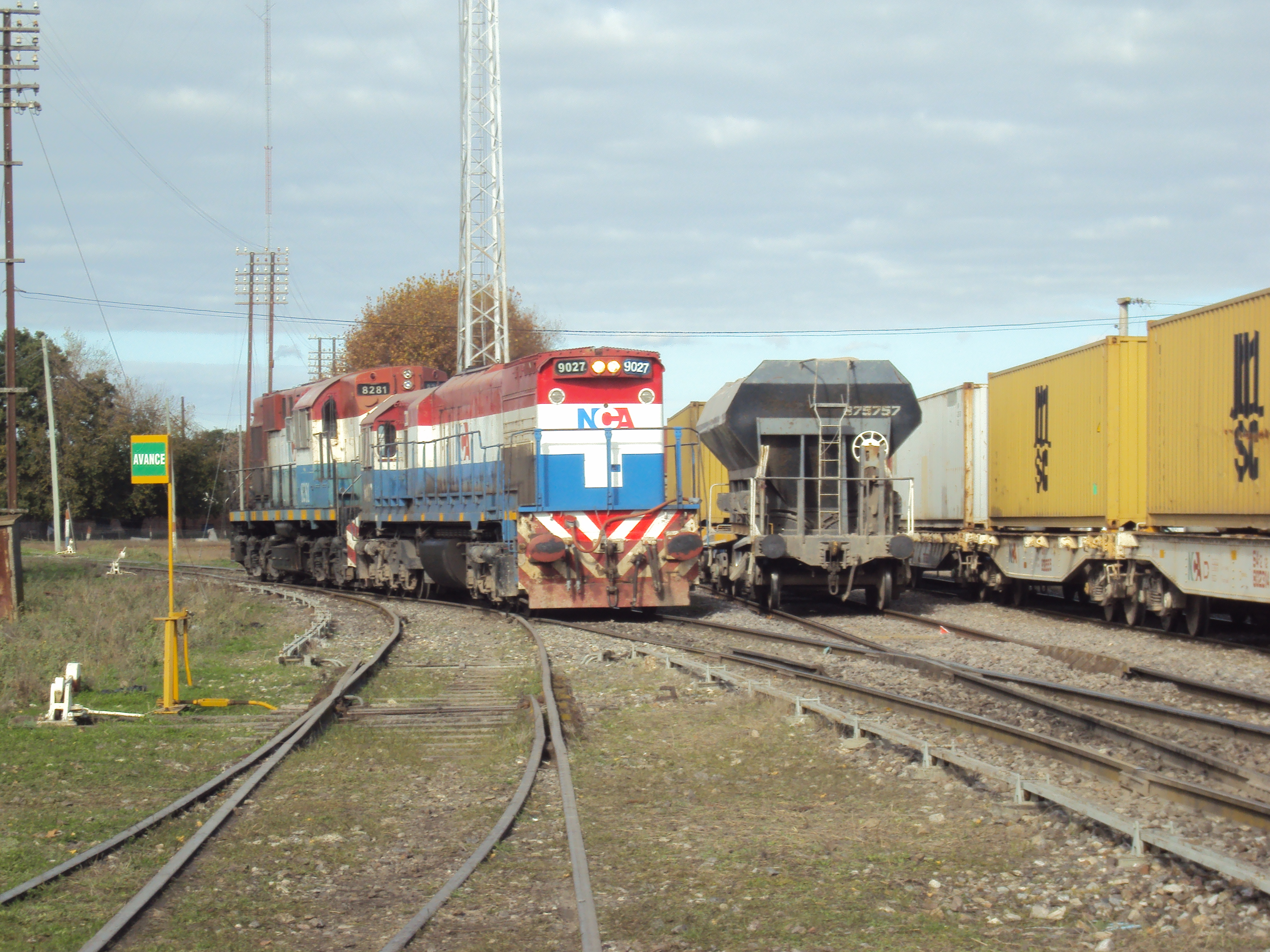
Tren de NCA maniobrando en patio Empalme Villa Constitución.
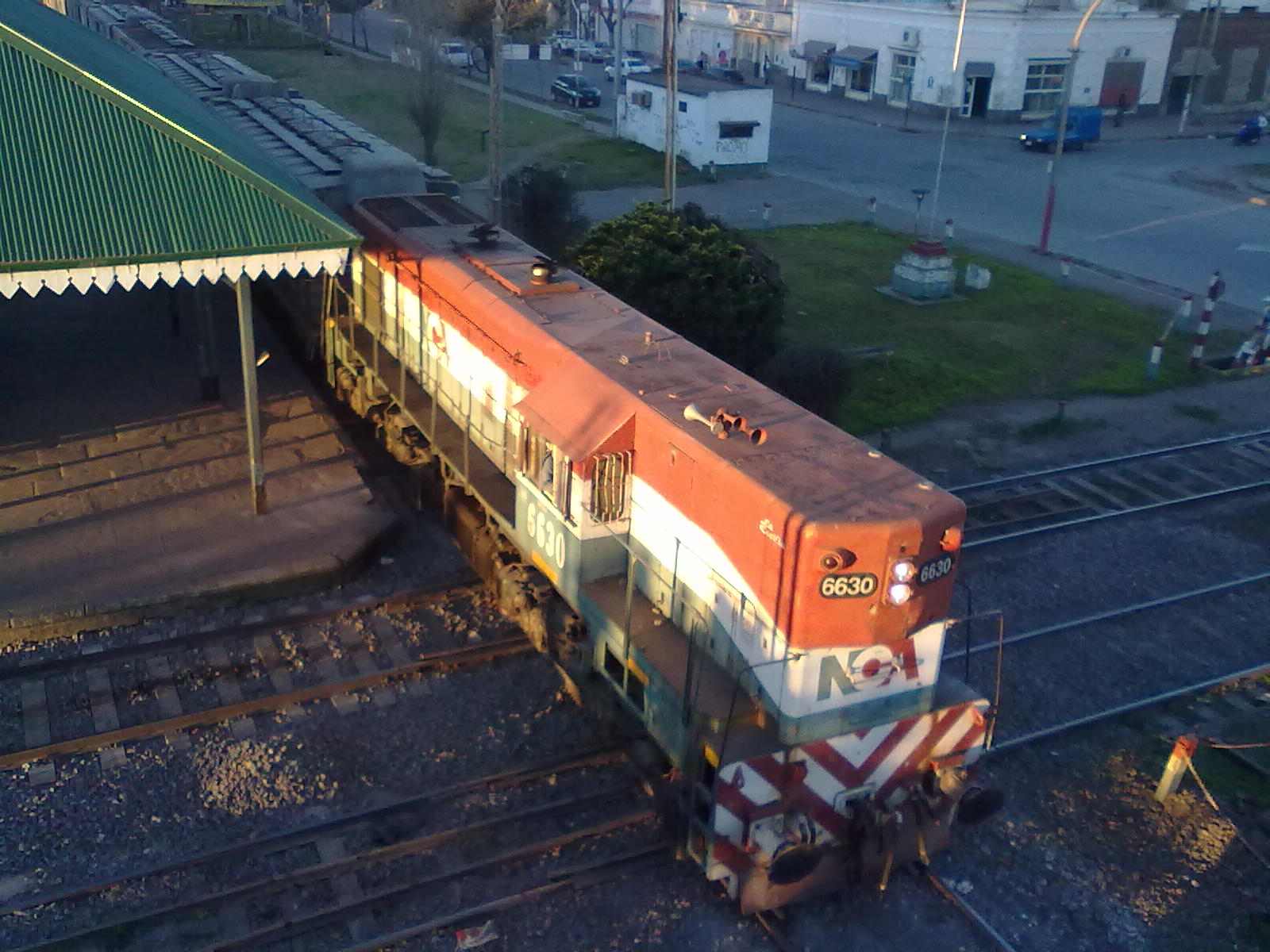
Tren de NCA por vías de Trenes Argentinos Cargas rumbo a Santa Teresa en el cruce de ramales.